# Flavio Santos
Flavio de Jesús Santos Carrillo (nacido el 3 de enero de 1987 en Ocotlán, Jalisco, México) es un futbolista mexicano que se desempeña como delantero. Actualmente juega en el Club Atlético La Paz de la Liga de Expansión MX.

## Clubes
| Club            | País   | Año           |
| --------------- | ------ | ------------- |
| Atlas FC        | México | 2008 - 2012   |
| Toluca          | México | 2013          |
| Atlas FC        | México | 2013 - 2014   |
| Club Puebla     | México | 2014 - 2016   |
| Atlas FC        | México | 2016          |
| Dorados         | México | 2017          |
| Oaxaca          | México | 2018          |
| FC Juárez       | México | 2019-2022     |
| Atlético La Paz | México | 2023-presente |

## Palmarés

### Títulos nacionales
| Título       | Club        | País   | Año           |
| ------------ | ----------- | ------ | ------------- |
| Copa MX      | Club Puebla | México | Clausura 2015 |
| Supercopa MX | Club Puebla | México | 2014-2015     |

- Datos: Q606314